# Joël Dumé
 Joël Dumé, né le 20 décembre 1959 à Preignac, est un arbitre international de rugby à XV. 
Joël Dumé est directeur de l’administration du comité Côte d'Argent de rugby, dont la ville principale est Bordeaux.
Il occupe par ailleurs le poste de directeur technique national de l'arbitrage à la Fédération française de rugby de 2001 à 2016, puis celui de directeur national de l'arbitrage de décembre 2016 à juin 2019.

## Carrière

### Comme arbitre
Il a arbitré son premier match international le 6 février 1993, à l'occasion d'un match opposant l'équipe du Pays de Galles à l'équipe d'Angleterre.
Il est désigné parmi les arbitres de la Coupe du monde 1995. Il est juge de touche lors de la finale Afrique du Sud - Nouvelle-Zélande.
En 1998, il arbitre la finale du championnat de France opposant le Stade Français Paris et l'USA Perpignan au Stade de France.
Il arbitre deux matchs de la Coupe du monde 1999.
En 2000, il arbitre la finale de la Coupe d'Europe opposant Northampton au Munster à Twickenham. En 2001, il arbitre la finale du championnat de France de 2e division opposant l'US Montauban et le RC Toulon. En 2003, il arbitre une deuxième finale du championnat de France. Elle oppose cette fois le Stade Français Paris et le Stade toulousain au Stade de France.
Il est aussi désigné parmi les arbitres de la Coupe du monde 2003.
Il a arbitré 25 matchs internationaux dont notamment neuf matchs du Tournoi des Six Nations et un match du Tri-nations.

### Direction de l'arbitrage
En 2001, il devient le directeur technique nationale de l'arbitrage. La DTNA est chargée de l’aspect technique de l’arbitrage : stages, réunions techniques, règlement, documents techniques, formation des arbitres de haut niveau. En décembre 2016, à la suite du changement de comité directeur de la FFR, Bernard Laporte et son équipe décident de supprimer la commission centrale des arbitres, présidée par Didier Mené, et de confier ses prérogatives à la direction technique nationale de l'arbitrage. La DTNA devient la Direction nationale de l'Arbitrage (DNA) et Joël Dumé est ainsi le patron de l'arbitrage en France. Le 30 juin 2019, il quitte la Direction nationale de l'arbitrage et cède sa place à Franck Maciello. Il continue d'exercer des fonctions à la tête de l'institution Rugby Europe.

## Palmarès d'arbitre

### En France
- 2 finales de championnat de France de rugby à XV :
  - Stade français - USA Perpignan (1998)
  - Stade français - Stade toulousain (2003)
- 1 finale de championnat de France de rugby à XV de 2e division : US Montauban - RC Toulon (2001)

### International
- 1 finale de H Cup : Northampton - Munster (2000)
- 25 matches internationaux
  - 9 matchs du Tournoi des Six Nations
  - 1 match des Tri-nations :  Nouvelle-Zélande -  Australie en 1997
  - Trois Coupes du monde (1995, 1999, 2003)
    - Juge de touche lors de la finale 1995